# Astroide

Animation der Astroide

Animation Astroide als Hüllkurve

Astroide als Hüllkurve einer Familie von Ellipsen, bei denen a + b = const.

Die Astroide (auch Sternkurve genannt) ist eine ebene Kurve, die sich
mit einem Parameter {\displaystyle t\in [0,2\pi ]} durch die Parametergleichungen
{\displaystyle x=a(\cos t)^{3}\ }
{\displaystyle y=a(\sin t)^{3}\ }
oder durch die implizite Gleichung
{\displaystyle x^{\frac {2}{3}}+y^{\frac {2}{3}}=a^{\frac {2}{3}}\,},  welche äquivalent zu   {\displaystyle \quad (x^{2}+y^{2}-a^{2})^{3}+27a^{2}x^{2}y^{2}=0} ist,
beschreiben lässt. {\displaystyle a} ist dabei eine feste positive, reelle Zahl. Sie ist die Kurve, die ein Punkt auf einem Kreis mit Radius {\displaystyle {\tfrac {1}{4}}a} beschreibt, der innen auf einem Kreis mit Radius {\displaystyle a} abrollt. Sie ist also eine spezielle Hypozykloide.
Für ihren Flächeninhalt {\displaystyle A} gilt
{\displaystyle A={\frac {3}{8}}\pi a^{2}}.
Die Länge {\displaystyle \ell } der gesamten Kurve beträgt {\displaystyle \ell =6a}.
Innerhalb eines Kurvenviertels {\displaystyle 0\leq t\leq {\frac {\pi }{2}}} gilt für die Bogenlänge
{\displaystyle s(t)={\frac {3}{2}}a\sin ^{2}(t)}
und für den Krümmungsradius
{\displaystyle \rho (t)={\frac {3}{2}}a\sin(2t)}.
Die Astroide ähnelt auch dem Karo auf gewöhnlichen Spielkarten.

## Schwerpunkt
| Schwerpunkte der Astroiden | Schwerpunkte der Astroiden                 | Schwerpunkte der Astroiden               | Schwerpunkte der Astroiden               |
| -------------------------- | ------------------------------------------ | ---------------------------------------- | ---------------------------------------- |
|                            | Intervall                                  | {\displaystyle x_{\mathrm {S} }}         | {\displaystyle y_{\mathrm {S} }}         |
| Ebenes Kurvenstück         | 0 ≤ t ≤ {\displaystyle {\tfrac {\pi }{2}}} | {\displaystyle {\tfrac {2}{5}}a}         | {\displaystyle {\tfrac {2}{5}}a}         |
|                            | 0 ≤ t ≤ {\displaystyle \pi }               | 0                                        | {\displaystyle {\tfrac {2}{5}}a}         |
| Ebene Figur                | 0 ≤ t ≤ {\displaystyle {\tfrac {\pi }{2}}} | {\displaystyle {\tfrac {256}{315\pi }}a} | {\displaystyle {\tfrac {256}{315\pi }}a} |
|                            | 0 ≤ t ≤ {\displaystyle \pi }               | 0                                        | {\displaystyle {\tfrac {256}{315\pi }}a} |
| Drehkörper*                | 0 ≤ t ≤ {\displaystyle {\tfrac {\pi }{2}}} | {\displaystyle {\tfrac {21}{128}}a}      | 0                                        |

*Bei Rotation um die X-Achse {\displaystyle (z_{S}=0)}

## Schiefe Astroide
Eine Verallgemeinerung ist die schiefe Astroide, die sich durch die Parametergleichungen
{\displaystyle x=a(\cos t)^{3}\ }
{\displaystyle y=b(\sin t)^{3}\ }
oder durch die implizite Gleichung
{\displaystyle \left({\frac {x}{a}}\right)^{\frac {2}{3}}+\left({\frac {y}{b}}\right)^{\frac {2}{3}}=1}
beschreiben lässt. Die Evolute einer Ellipse ist ebenfalls eine schiefe Astroide.